# Зевин, Исроэл Иосеф
Исроэл Иосеф Зевин (англ. Zevin Israel Joseph 31 января 1872, Горки, Могилёвской губерния — 6 октября 1926, Нью-Йорк) — американский прозаик на идише и английском, юморист и издатель. Приобрёл известность как «юморист еврейской Америки».

## Биография
Родился в богатой хасидской семье, его отца звали Иехуда-Лейб Зевин. Получил начальное еврейское образование в хедере. В 1889 эмигрировал в США и поселился в Нью-Йорке. В 1893 дебютировал новеллой на идише в газете «Идишес тагеблат» (Нью-Йорк), где впоследствии печатал рассказы, фельетоны, сказки, юморески. С 1900 литературный сотрудник «Jewish Daily News». Издал в трех частях все аггады из Талмуда, двухтомник «Все басни дубенского маггида». Посмертно издательство «Хибру паблишинг К» (Нью-Йорк) выпустило его роман «Фун ахцн биз драйцн» («От восемнадцати до тридцати»)

### Произведения
- «Дос голдене ланд» («Золотая страна»)
- «Шпас ун эрнст» («Шутя и всерьез»)
- «Менер ун фроен» («Мужчины и женщины»)
- «Аф йенер зайт ям» («По ту сторону моря»)
- «Майселех фар киндер» («Сказки для детей»)